# Meir Agassi
Meir Agassi (hebräisch מאיר אגסי; * 1947; † 1998) war ein israelischer Autor und Dichter.

## Biografie
Meir Agassi wurde 1947 im Kibbuz Ramat Hakovesh in Palästina geboren. Von 1963 bis 1965 studierte er am Avni-Institut in Tel Aviv. In den Jahren 1991 bis 1994 war er an der Universität von Westengland tätig, und 1992 gründete er das Meir-Agassi-Museum in Bristol. 1998 kamen er, seine Frau und sein Sohn bei einem Autounfall ums Leben.